# Eragrostis astrepta
Eragrostis astrepta är en gräsart som beskrevs av Sylvia Mabel Phillips. Eragrostis astrepta ingår i släktet kärleksgrässläktet, och familjen gräs.
Artens utbredningsområde är Etiopien. Inga underarter finns listade i Catalogue of Life.